# キューポッシュ
キューポッシュ（英語: Cu-Poche）は、コトブキヤが制作、発売するフィギュアシリーズの名称。

## 概要
手のひらサイズの2.3頭身にデフォルメされたミニフィギュアで、「ポケットさいずのキュートなふぃぎゅあ」を略したもの。分類としてはアクションフィギュアにもあたり、全身の関節約14か所ほどが稼働し、細かいポージングが可能。足にはマグネットが仕込まれているため、金属製の足場に設置すればバランスを少し崩すようなポーズでも安定して設置が可能。また、髪型や表情もパーツで区分されており、他のシリーズ製品と組みかえることができる。
シリーズ開始は2013年4月（第一弾の発表は2012年夏のワンダーフェスティバル）からとなっており、主に版権キャラクターを対象に製品化している。2015年12月からオリジナルキャラクターの「キューポッシュフレンズ」が企画されるようになり、関連商品に小物や胴体パーツ、衣装などの「キューポッシュ えくすとら」、「キューポッシュ コス」も企画されるようになった。

## 主な対象版権タイトル及び製品化キャラクター
- アイドルマスター
  - 天海春香
  - 星井美希
  - 萩原雪歩
  - 我那覇響
  - 如月千早
  - 高槻やよい
  - 四条貴音
  - 水瀬伊織
- アイドルマスターシンデレラガールズ
  - 高垣 楓
- ガールズ＆パンツァー
  - 西住みほ
  - 秋山優花里
  - 西住まほ
  - ダージリン
  - オレンジペコ
  - アンチョビ
  - ミカ
  - ペパロニ&カルパッチョ
  - 島田愛里寿

- 魔法少女まどか☆マギカ
  - 鹿目まどか
  - 美樹さやか
  - 暁美ほむら
  - 巴マミ
  - 佐倉杏子
  - 環いろは
- 艦隊これくしょん
  - 暁
  - 響
  - 雷
  - 電
  - ヴェールヌイ
- アズールレーン
  - サンディエゴ
- フレームアームズ・ガール
  - 轟雷
  - スティレット
  - バーゼラルド
  - 迅雷
  - アーキテクト
  - マテリア シロ
  - マテリア クロ
  - 充電くん
- フレームアームズ
  - フレームアーキテクトマン
- 遊☆戯☆王シリーズ
  - 闇遊戯
  - ブラック・マジシャン・ガール
  - ガガガガール
- Fateシリーズ
  - セイバー
  - セイバー/アルトリア・ペンドラゴン〔オルタ〕
  - Fate/EXTRA Last Encore セイバー
- 俺の妹がこんなに可愛いわけがない
  - 高坂桐乃
  - 黒猫
- 中二病でも恋がしたい
  - 小鳥遊六花
  - 凸守早苗
- ヱヴァンゲリヲン
  - 綾波レイ
  - 式波・アスカ・ラングレー
- 黒執事
  - セバスチャン・ミカエリス
  - シエル・ファントムハイヴ
- Re:ゼロから始める異世界生活
  - レム
  - ラム
- 変態王子と笑わない猫。
  - 筒隠月子
- とある魔術の禁書目録
  - 御坂美琴
- ソード・アート・オンライン
  - アスナ
- ダンジョンに出会いを求めるのは間違っているだろうか
  - ヘスティア
- ペルソナ5
  - 主人公
- ニパ子

## その他
コトブキヤのブログに紹介イラスト「ゆるぽっしゅ！」が展開されている。